# Рис посевной

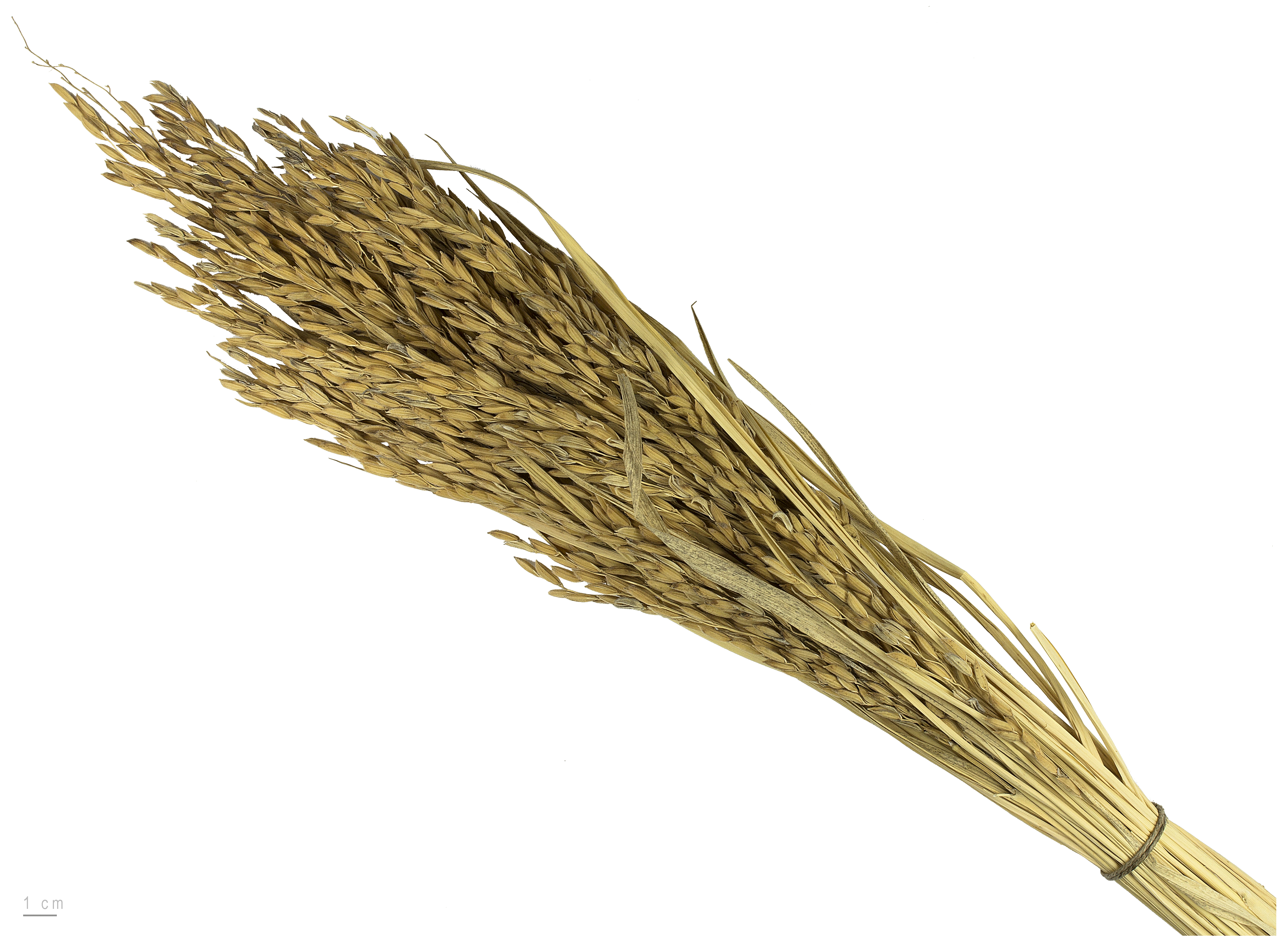
Oryza sativa - Тулузский музей

Рис посевно́й (лат. Oryza sativa) — растение; вид рода Рис семейства Злаковые (Poaceae), сельскохозяйственная культура.

## Ботаническое описание

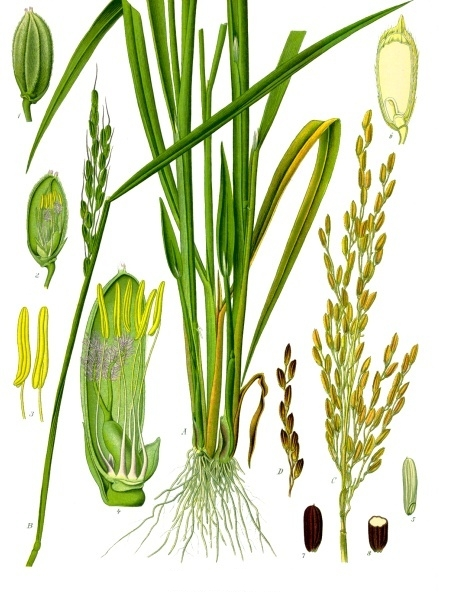

Однолетнее травянистое растение высотой 0,5—1,5 м.
Корневая система мочковатая.
Стебель ветвящийся от основания.
Листья линейно-ланцетные, длиннозаострённые, до 50 см длиной и 1 см шириной, более-менее гладкие, в природе встречаются зелёного, фиолетового или красноватого цвета; язычки 2—3 см длиной, обычно с серповидными ушками.
Колоски-цветки прямостоячие, 9 мм длиной и 4 мм шириной, продолговатые, собраны в поникающие метельчатые кисти; метёлка до 20 см длиной. Верхние чешуи колосков узколанцетные, около 3 мм длиной. Цветочные чашечки густо покрыты накрест пересекающимися рядами мелких бугорков и редким опушением из твёрдых волосков. Нижние из них часто остью. Цветёт в июне — августе.
Плод — зерновка.

## Распространение
Родина риса — Юго-Восточная Азия. Сейчас выращивается в качестве культурного растения в тропиках, субтропиках и тёплых районах умеренного пояса. В России он возделывается в бассейне Кубани, Нижнем Поволжье, на Северном Кавказе и в Приморском крае.
Его одомашнивание произошло около 9 тыс. лет назад. Одни авторы считают, что было не менее двух центров одомашнивания, в результате которых появилось два основных подвида культурного риса: Oryza sativa japonica, выведенный на территории современного южного Китая, и Oryza sativa indica, родина которого находится южнее Гималаев, в восточной Индии или западном Индокитае. Другие авторы указывают на более древнее происхождение Oryza sativa japonica и полагают, что современные подвиды культурного риса являются результатом искусственного отбора, происходившего после первичного одомашнивания в долине реки Янцзы.
Более 7 тыс. лет назад рис уже возделывали как продовольственную культуру в Юго-Восточной Азии на обширных территориях современных Индии и Китая. На территории Закавказья и в Центральной Азии рис начали выращивать во II—III вв. до н. э., в Европе рис как сельскохозяйственная культура появился в VIII в. н. э., а в Америке — в XV—XVI вв. н. э.
В Россию культура проникла через Венгрию в XV веке.

## Основной состав
- вода 13%
- белки 7%
- жиры 2,2%
- углеводы 73%

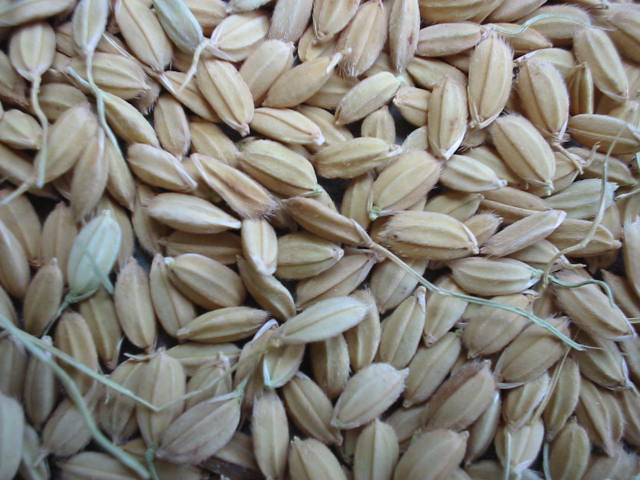
Неочищенные зёрна риса

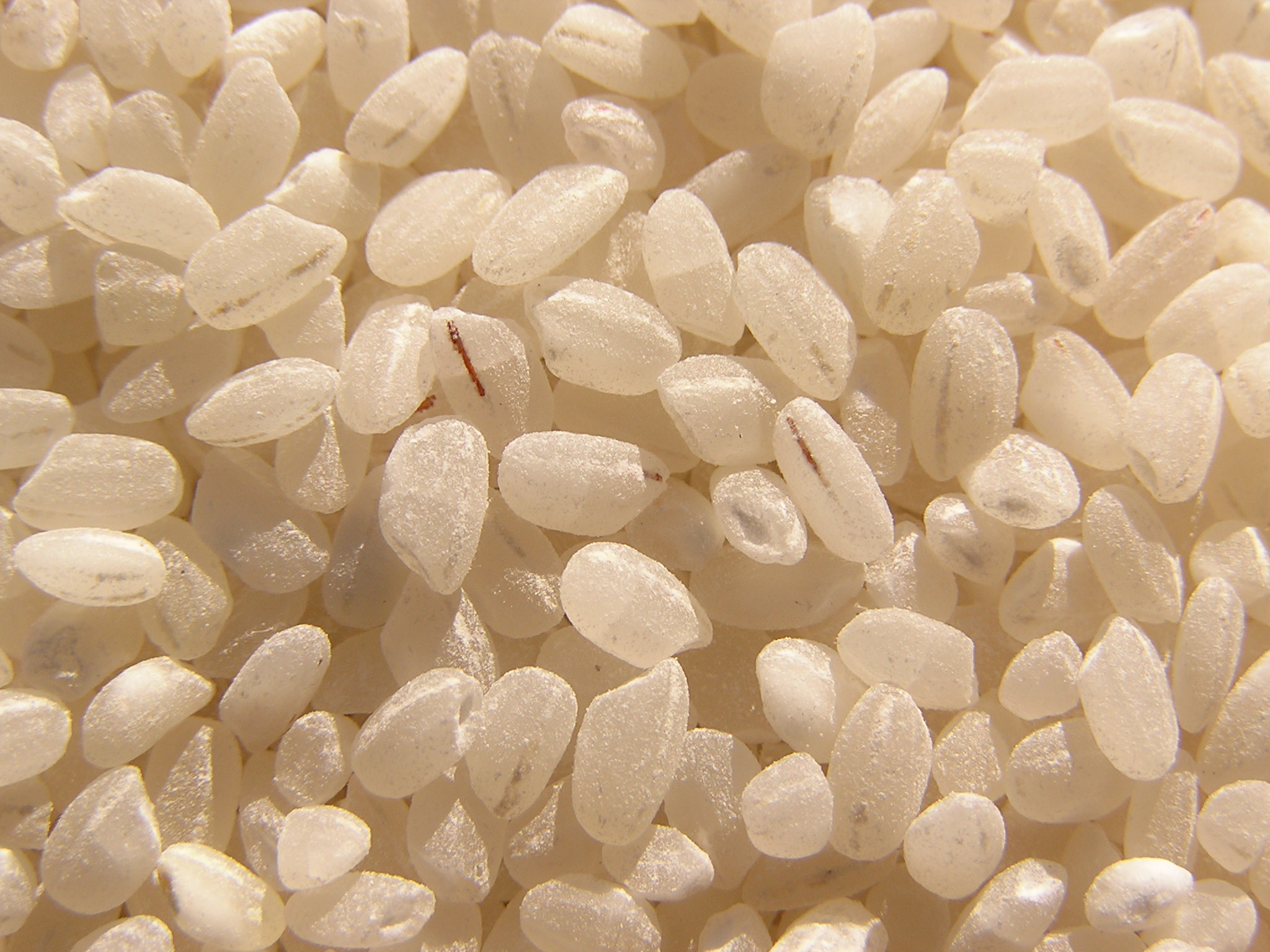
Очищенные зёрна риса

- минеральные вещества 1,2% (натрий, калий, магний, фосфор, железо, цинк и др.)
- витамины группы B, PP
- пантотеновая и фолиевая кислоты

## Практическое использование
Рисовая культура возникла более 7000 лет назад. В древних китайских трактатах, датируемых 2800 г. до н. э., рис значится в числе пяти священных растений, куда входят ещё просо, пшеница, ячмень и соя. В Европе он появился в VIII веке, а с XV века известен в России.
Предполагается[кем?], что одомашниванию риса сильно поспособствовала мутация, «отключившая» ген, который обеспечивал лёгкое отделение зерна дикого риса от колоса.
Это влаголюбивое и теплолюбивое яровое растение, выращиваемое на затопленных водой полях, в искусственных болотах и низинах. Выращивается рассадным способом и в открытый грунт, при этом зёрна предварительно замачивают в воде. Возделывание этой культуры требует наиболее тщательного ухода из всех злаков. Рис является самоопыляющимся растением. Длительность вегетационного периода 90—170 суток. Лучше всего произрастает на чернозёмах, каштановых и пойменных почвах. Возделывается в рисовых севооборотах, где его предшественниками являются многолетние травы и занятой пар, после которых он выращивается два—три года подряд.
Урожайность риса достигает 65 ц/га.
Рис легко переваривается и усваивается организмом человека. Из риса получают крупу (из неё варят, главным образом, каши и супы) и муку, он является сырьём для производства крахмала, пива, рисового масла и вина, бумаги (пищевого и непищевого назначения) и плетёных изделий. На Востоке из него получают водку «саке» и «арак».
Оболочка зёрен риса, получаемая при его обдирке, и солома идут на корм скоту.

### Индустрия

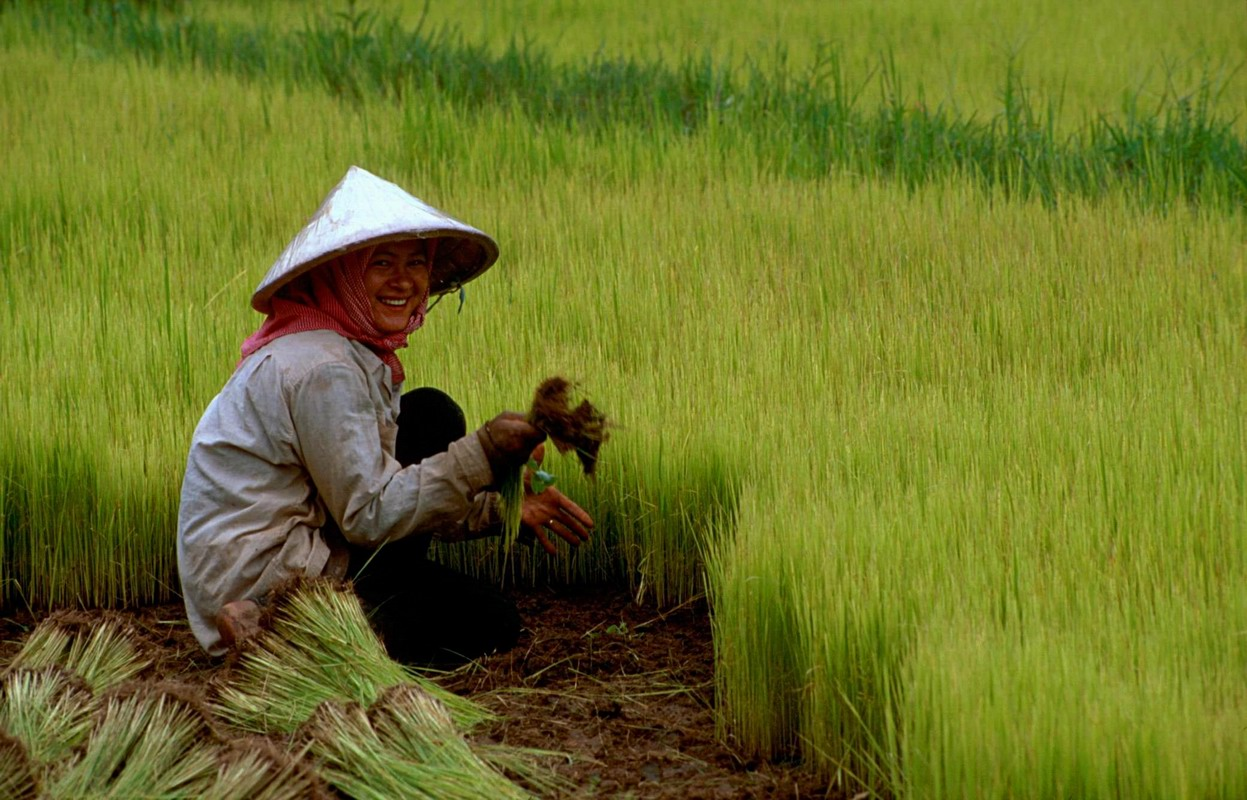
Культивация риса — трудоёмкий процесс

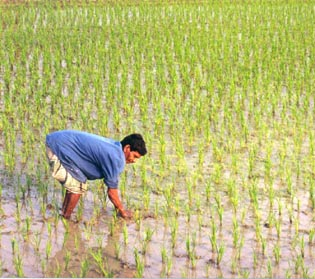
Рисовое поле в Бангладеше

Мировыми лидерами по производству риса являются Китай и Индия. Крупнейшим мировым экспортёром риса в 2008 году был Таиланд.
В течение 2005—2010 годов рисовая отрасль в России росла в среднем на 17—18 % ежегодно. Одной из причин позитивной динамики эксперты считают государственную поддержку производителей, стабильный спрос на эту культуру на внешнем и внутреннем рынке, относительно высокий уровень закупочных цен на рис.
| Страна           | 1995    | 2008    |
| ---------------- | ------- | ------- |
| Китай            | 187 298 | 193 354 |
| Индия            | 115 440 | 148 260 |
| Индонезия        | 49 744  | 60 251  |
| Бангладеш        | 26 399  | 46 905  |
| Вьетнам          | 24 964  | 38 725  |
| Таиланд          | 22 016  | 31 650  |
| Мьянма           | 17 957  | 30 500  |
| Филиппины        | 10 540  | 16 815  |
| Бразилия         | 11 226  | 12 061  |
| Япония           | 13 435  | 11 028  |
| Пакистан         | 5949    | 10 428  |
| США              | 7887    | 9241    |
| Египет           | 4788    | 7253    |
| Республика Корея | 6387    | 6919    |
| Камбоджа         | 3447    | 7175    |
| Нигерия          | 2920    | 4179    |
| Непал            | 3578    | 4299    |
| Шри-Ланка        | 2809    | 3875    |
| Мадагаскар       | 2450    | 3000    |
| Перу             | 1141    | 2775    |

## Сорта риса
Один и тот же вид риса, обработанный по-разному, имеет разные характеристики. По виду обработки рис разделяют на коричневый (минимальная обработка с сохранением большей части питательных веществ зерна), белый (шлифованный рис — самый распространённый тип обработки) и пропаренный (специально обработанный паром в целях удержания витаминов и минералов в зерне, а не в отрубной оболочке).
Красный рис
Этот традиционный таиландский вариант в последнее время стали также возделывать на юге Франции. Красные круглые неочищенные зёрна следует варить около 45 минут. Если замочить рис на ночь, время варки сокращается до 25 минут.
Длиннозёрный рис
Самый распространённый вид риса, употребляемый для пловов, гарниров и десертов. Заметные сорта — басмати, выращиваемый у подножия Гималаев на севере Индии и в некоторых районах Пакистана, и сорт жасмин, выращиваемый в Таиланде.
Круглозёрный рис
Его иногда называют молочным, потому что именно этот сорт риса используют в первую очередь для приготовления каши. Круглозёрный рис выращивают преимущественно в Италии, поэтому он встречается почти во всех средиземноморских блюдах. Благодаря большой «клейкости» этот рис используют для суши.
Дикий рис (Цицания водная)
Под названием «дикий рис» в кулинарии используется многолетняя трава из рода Цицания, родственного роду Oryza. Эта трава выращивается в районе североамериканских Великих озёр. Дикий рис отличается большим количеством питательных веществ, витаминов и клетчатки. Он способствует понижению уровня холестерина. Зёрна дикого риса очень жёсткие и обладают специфическим вкусом. Из-за маленького ареала производства объём производства дикого риса относительно небольшой, что сказывается на его цене. 
Нешлифованный рис
Нешлифованный рис содержит значительно больше минеральных веществ и витаминов группы В. Его особенно часто применяют в диетическом питании.
Коричневый рис
В Азии коричневый рис употребляют в пищу в основном дети и старики, в то время как в Европе и Америке его ценят сторонники здорового образа жизни за повышенное содержание питательных веществ по сравнению с обычным рисом. Коричневый рис в процессе обработки сохраняет отрубную оболочку, что объясняет его светло-коричневый цвет. Он более питателен, чем белый рис, так как большинство питательных веществ содержится в оболочке зерна. Однако, срок хранения такого риса сокращается из-за того, что на зёрнах остаётся маслосодержащая оболочка.
Белый рис
Это рис, прошедший все стадии шлифовки. Его зёрна имеют гладкую и ровную поверхность, характерный белый цвет и полупрозрачность, однако отдельные зёрна могут быть и непрозрачными, если они содержат пузырьки воздуха. По содержанию витаминов и минералов белый рис уступает коричневому или пропаренному рису, однако именно он является основным типом риса, потребляемым во всём мире.
Пропаренный рис
Обработка паром — специальная технология повышения качественных характеристик риса. Необрушенный рис замачивают в воде, а затем обрабатывают горячим паром под давлением. Прошедшие эту процедуру зёрна сушат и шлифуют, как обычный рис. После обработки зёрна пропаренного риса приобретают янтарно-жёлтый оттенок и становятся полупрозрачными. Пропаренный рис имеет свои преимущества: при обработке паром до 80 % витаминов и минералов, содержащихся в отрубной оболочке, переходит в зерно риса, а сами зёрна становятся менее ломкими. Желтоватый оттенок пропаренного риса исчезает при готовке, и он становится таким же белоснежным, как и белый шлифованный рис. 

## Вредители
Вредителями риса являются щитни, представители жаброногих.